# Dunajec

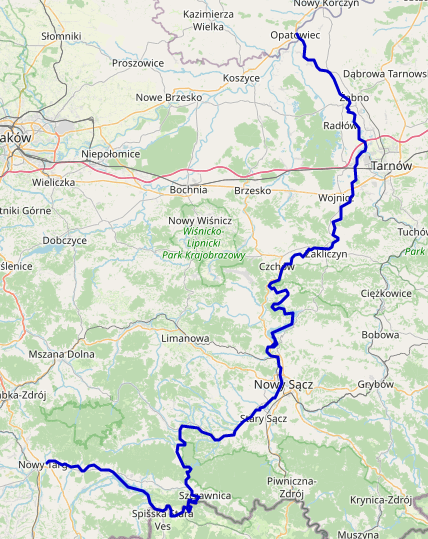
Bieg Dunajca od połączenia się Białego i Czarnego Dunajca w Nowym Targu do ujścia do Wisły

Dunajec (słow. Dunajec) – rzeka w południowej Polsce, prawy dopływ Wisły (rzeka II rzędu). Powstaje z połączenia wód Czarnego Dunajca i Białego Dunajca w Nowym Targu; za początkowy odcinek uważa się Czarny Dunajec (w najwyższym biegu Wyżni Chochołowski Potok). Długość 247 km (łącznie z Czarnym Dunajcem), z czego 17 km liczy odcinek graniczny między Sromowcami Wyżnymi a Szczawnicą. Powierzchnia dorzecza wynosi 6804 km², z tego w Polsce 4854,1 km², na Słowacji 1949,9 km² (z czego 1594,1 km² przypada na dorzecze Popradu, a 355,8 km² – na zlewnię samego Dunajca na wspomnianym odcinku granicznym).
Nazwa Dunajec jest zdrobnieniem nazwy Dunaj i znana była już w początkach XIII wieku. Słowo dunaj oznaczało wody, rzeki, stawy.

## Przebieg rzeki
Po połączeniu potoków źródłowych, Dunajec płynie szeroką doliną przez Kotlinę Nowotarską. Na 65–73 km swojego biegu opływa Pieniny Spiskie. Na 73–75 km dokonuje Przełomu Czorsztyńskiego (obecnie jest to Jezioro Czorsztyńskie spiętrzone zaporą w Niedzicy). Tuż poniżej niego jest drugi sztuczny zbiornik – Sromowce w Sromowcach Wyżnych. Przepływając przez Pieniny Dunajec tworzy malowniczy Pieniński Przełom Dunajca na odcinku między Sromowcami Niżnymi a Szczawnicą, jednocześnie będąc rzeką graniczną między Polską a Słowacją. Różnica wysokości między ujściem Białki a poziomem wody w Krościenku nad Dunajcem wynosi 530 m, średni spadek 3,2m/km. Dalej płynie na północ przez Beskidy Zachodnie (Przełom Tylmanowski między Pasmem Lubania a Pasmem Radziejowej), Kotlinę Sądecką. Po połączeniu z największym dopływem, Popradem, płynie szeroką doliną wielodzielnym korytem. Przełamuje się przez wzniesienia Pogórza Rożnowskiego, gdzie przegradzają go zapory wodne, tworzące: w Rożnowie – Jezioro Rożnowskie i Czchowie – Jezioro Czchowskie. Wpływa do Kotliny Sandomierskiej, płynąc w końcowym odcinku przez Nizinę Nadwiślańską obwałowanym korytem w szerokiej dolinie. Uchodzi do Wisły w okolicach Opatowca i Ujścia Jezuickiego.
Dunajec charakteryzuje się bardzo dużymi, gwałtownymi wahaniami poziomu wody (do 11 m w dolnym biegu) i wielkości przepływu. W Nowym Targu – min. przepływ 1,60 m³/s, średni 14,3 m³/s, maks. 604 m³/s; przy ujściu – średni 84,3 m³/s zaś maksymalny 3500 m³/s. Skutkowało to nieraz katastrofalnymi powodziami (1934, 1970). Zbiorniki wodne służą celom retencyjnym, energetycznym i rekreacyjnym.

## Dopływy
Główne dopływy
- prawe: Białka, Grajcarek, Poprad, Kamienica Nawojowska, Biała;
- lewe: Ochotnica, Kamienica (Gorczańska), Łososina[5].

Alfabetyczna lista dopływów Dunajca
- Bar[7]
- Barcynka[8]
- Biała[9]
- Białka[10]
- Biały Dunajec[11]
- Biczyczanka[12]
- Bliszcza[13]
- Brzeźnianka[14]
- Brzozowianka[14]
- Brzynka[15]
- Chwastów Potok[16]
- Ciemny Potok[17]
- Czarna Woda[18]
- Czarny Dunajec[19]
- Czarny Potok[20]
- Czerwonka[21]
- Czerwonka[21]
- Czerwonka[21]
- Dąbrówka Polska[22]
- Galasek[23]
- Galiszowianka[23]
- Gąszczacki Potok[24]
- Głęboki Potok[25]
- Głęboki Potok[25]
- Głęboki Potok[25]
- Gminny Potok[26]
- Gostwiczanka[27]
- Górski Potok[28]
- Grajcarek[29]
- Granicznik[30]
- Havka
- Hoborgowy Potok[31]
- Hordyński Potok[31]
- Hrdínsky potok
- Hubny Potok[32]
- Jastrząbka[33]
- Jaworowiec[34]
- Jaworzynka[34]
- Jelnianka[35]
- Jędrzejczyk[36]
- Jordanec
- Kabatki[37]
- Kadecki Potok[38]
- Kamienica (Gorczańska)[39]
- Kamienica (Nawojowska)[39]
- Kláštorský potok
- Klępowski, Potok[40]
- Kluszkowianka[41]
- Knurowski, Potok[42]
- Kokoszków[43]
- Kornalski Potok[44]
- Kozłecki Potok[45]
- Kretówka[46]
- Krośnica[47]
- Lasowa Rzeka[48]
- Lemierzysko[49]
- Leszcz[50]
- Leśnica[50]
- Leśnicki Potok
- Lewa Ręka[51]
- Lęborgowy Potok[51]
- Lichnia[52]
- Lipník
- Lisiowiec[53]
- Lubinka[54]
- Łąkta[55]
- Łopuszanka[56]
- Łososina[57]
- Łubinka[58]
- Macelowy Potok[59]
- Malinowy, Potok[60]
- Migrąd[61]
- Mizerzanka[62]
- Moszczenica[63]
- Niedziczanka[64]
- Niskówka[65]
- Obidzki Potok[66]
- Ochotnica[67]
- Ociemny Potok[68]
- Opusta[69]
- Paleśnianka[70]
- Piekiełko[71]
- Pieniński Potok[72]
- Pierwszy Potok[72]
- Podlipowiec[73]
- Poprad[74]
- Przydonianka[75]
- Przykopa[74]
- Rieka
- Rów Klikowski[41]
- Rudzanka[76]
- Siedlecki, Rów[77]
- Słomka[78]
- Smolnik[79]
- Stara Kisielina[80]
- Stare Dunajczysko[81]
- Starowiński Potok
- Stary Dunajec[82]
- Straszny Potok[83]
- Stróżanka[83]
- Struga[83]
- Szczawa[84]
- Szczecinówka[84]
- Szlembarski, Potok[85]
- Ściekły Potok[86]
- Ścigocki Potok[87]
- Świdnik[88]
- Tymówka[89]
- Ubiadek[89]
- Wieleń[90]
- Wielopolanka[91]
- Więckówka[92]
- Wilkonoszanka[93]
- Wolanka[94]
- Wzorowy, Potok[95]
- Zagórski, Potok[96]
- Zelina Biskupska[97]
- Ziemiankowy Potok[98]
- Złocki Potok[99]
- Żeglarka[100]

## Miejscowości leżące nad Dunajcem
- Biskupice Radłowskie
- Bobrowniki Wielkie
- Czchów
- Czorsztyn
- Dębno
- Gaboń
- Gołkowice Dolne
- Gołkowice Górne
- Gródek nad Dunajcem
- Harklowa
- Jazowsko
- Jurków
- Kadcza
- Krościenko nad Dunajcem
- Kurów
- Lusławice
- Łącko
- Łopuszna
- Marcinkowice
- Maszkowice
- Melsztyn
- Nieciecza
- Niedomice
- Niedzica
- Nowy Sącz
- Nowy Targ
- Nowopole
- Ostrowsko
- Otfinów
- Piaski-Drużków
- Podegrodzie
- Rożnów
- Roztoka
- Siedliszowice
- Sromowce Niżne
- Sromowce Wyżne
- Stary Sącz
- Szczawnica
- Tarnów
- Tropie
- Tylmanowa
- Ujście Jezuickie
- Waksmund
- Wesołów
- Wielogłowy
- Wierzchosławice
- Wietrzychowice
- Wojnicz
- Wróblowice
- Zabrzeż
- Zakliczyn
- Żabno
- Zgłobice

## Turystyka

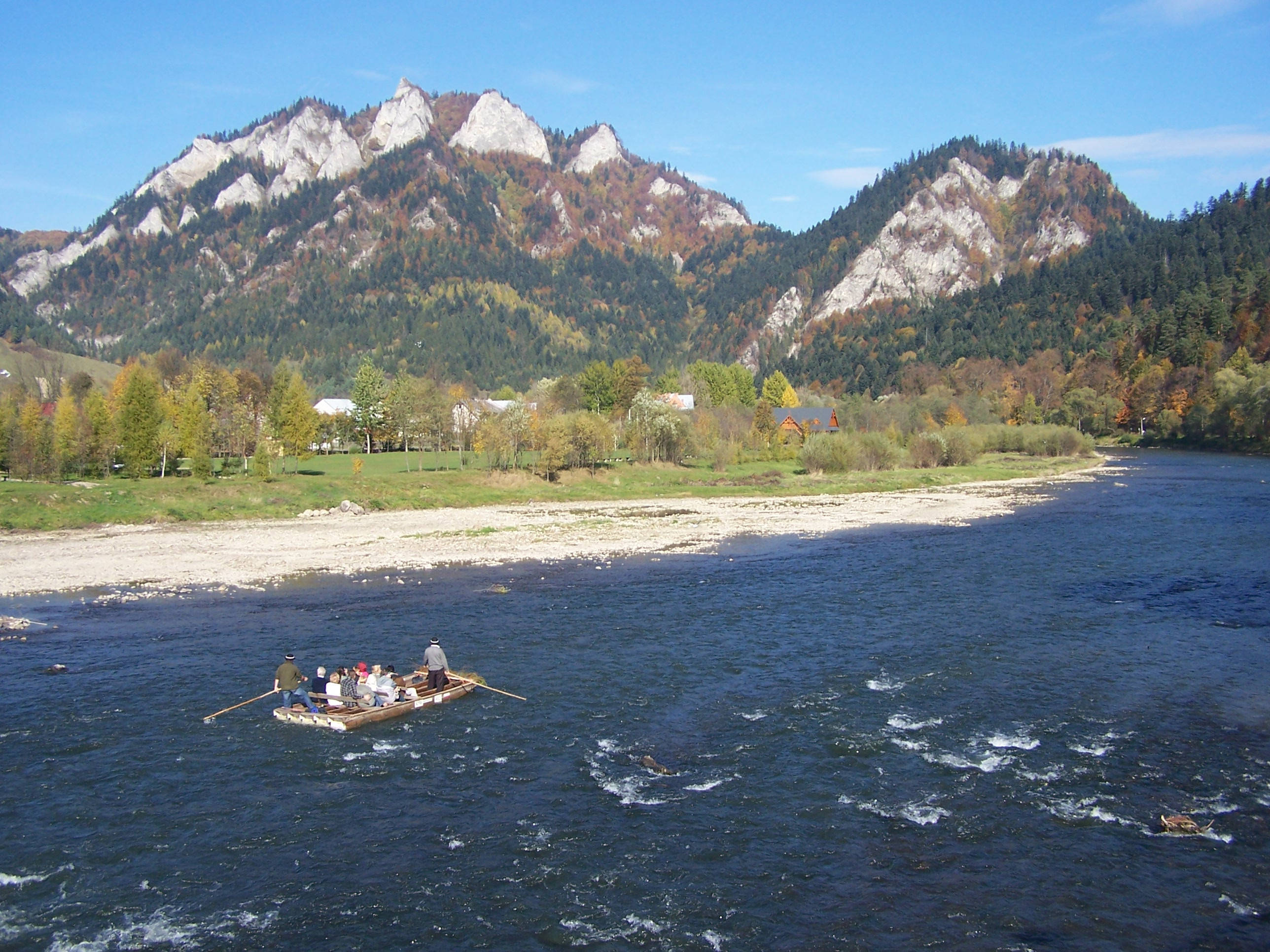
Trzy Korony, Facimiech, spływ Dunajcem (Pieniny)

Dunajec ma duże znaczenie dla turystyki i rekreacji. Spływ Pienińskim Przełomem jest atrakcją turystyczną. W czerwcu od 1934 r. organizowane są międzynarodowe Spływy Kajakowe im. Tadeusza Pilarskiego, a od 1963 r. słowacki Medzinárodný pieninský slalom Występują dogodne warunki dla uprawiania kajakarstwa górskiego oraz łowienia ryb (z wykluczeniem odcinku rzeki w obrębie Pienińskiego Parku Narodowego). Ponadto rejony jeziora Rożnowskiego i Czchowskiego stanowią bazę turystyczną i rekreacyjną z ośrodkami wczasowymi i hotelami dla mieszkańców pobliskiego Nowego Sącza oraz Tarnowa i Krakowa.

## Galeria

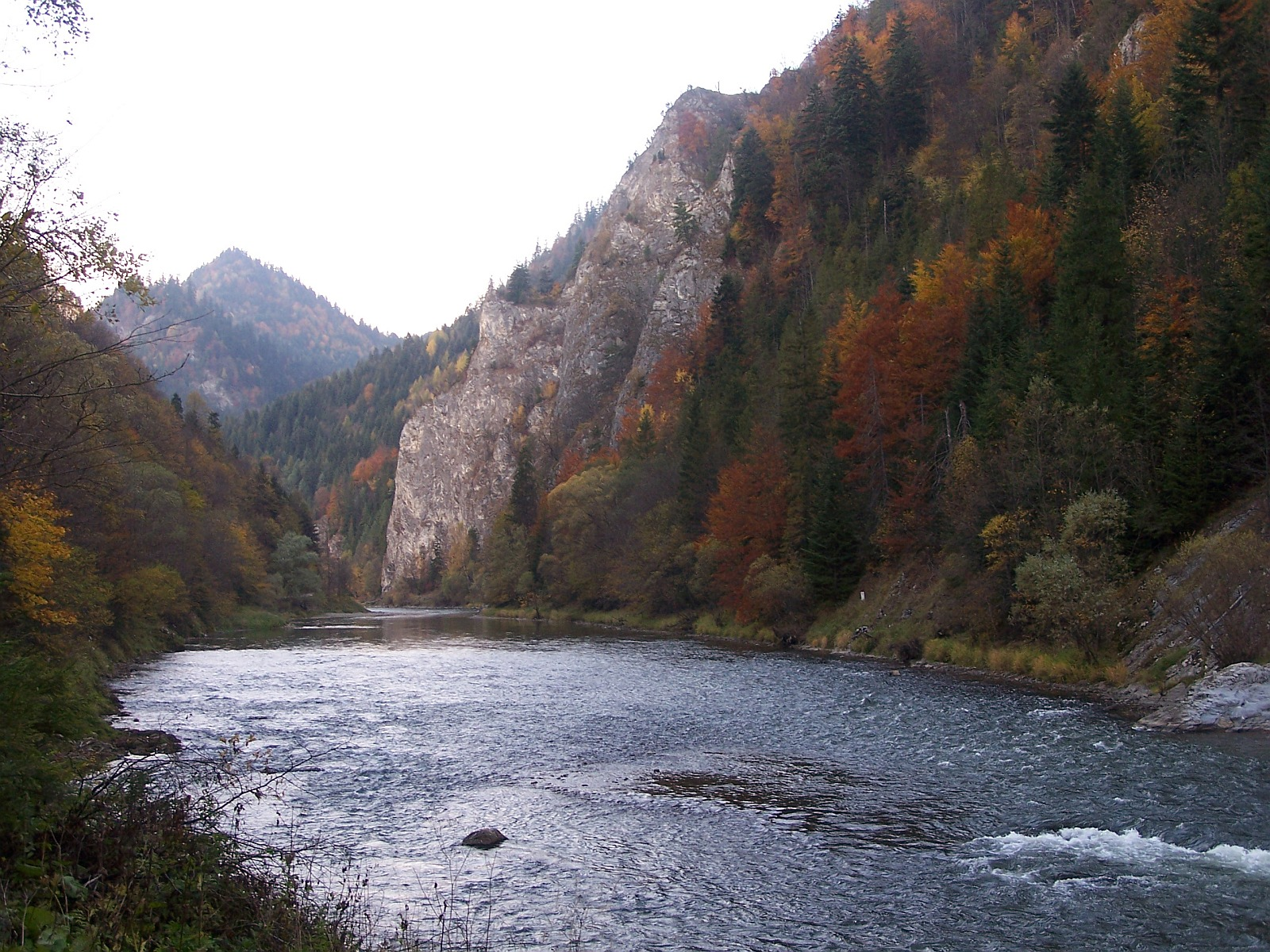
Przełom Dunajca w Pieninach
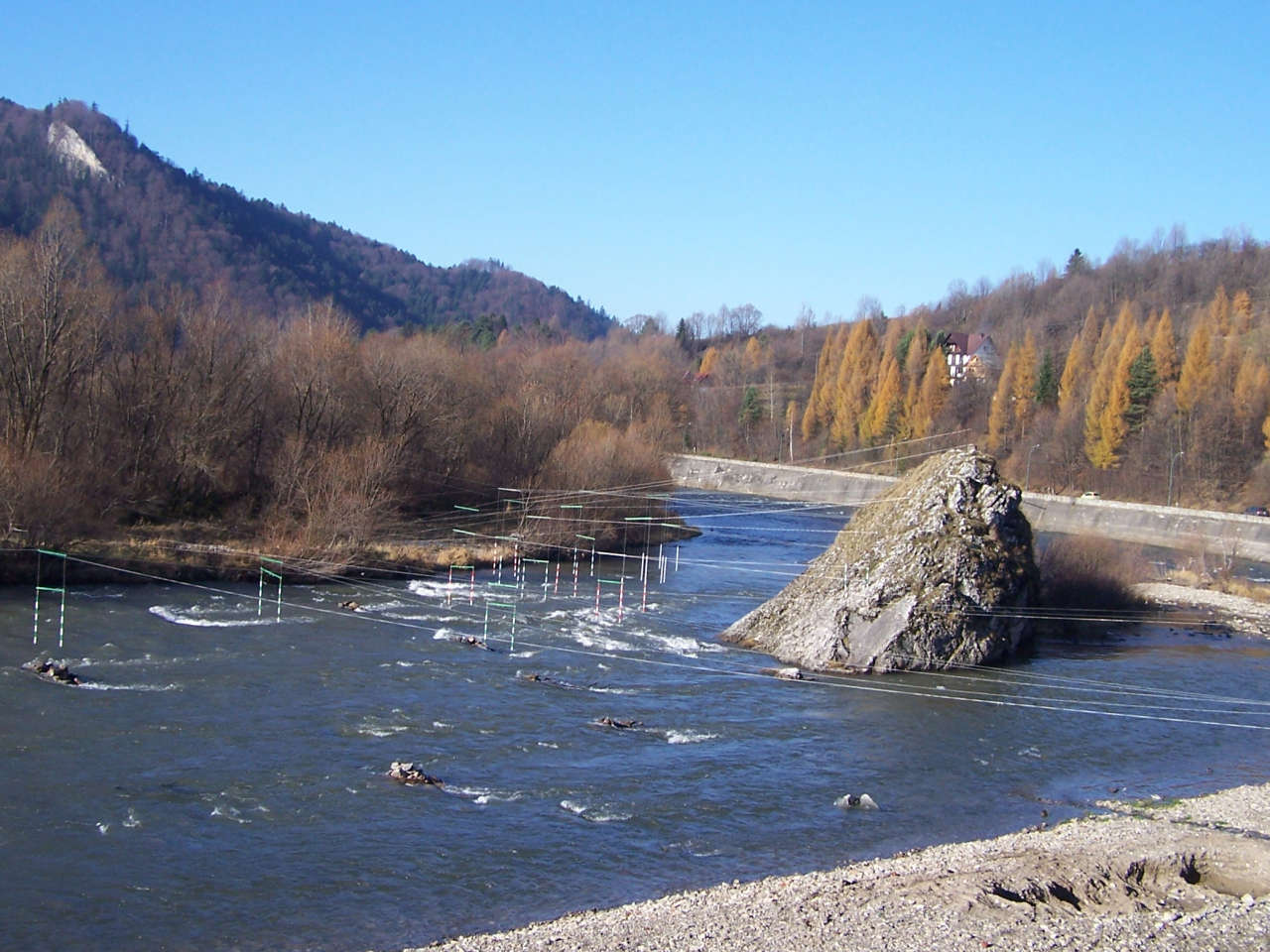
Skała Kotuńka w Szczawnicy
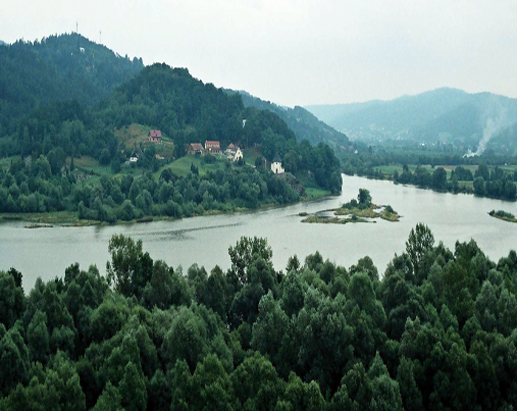
Dunajec w Tropiu
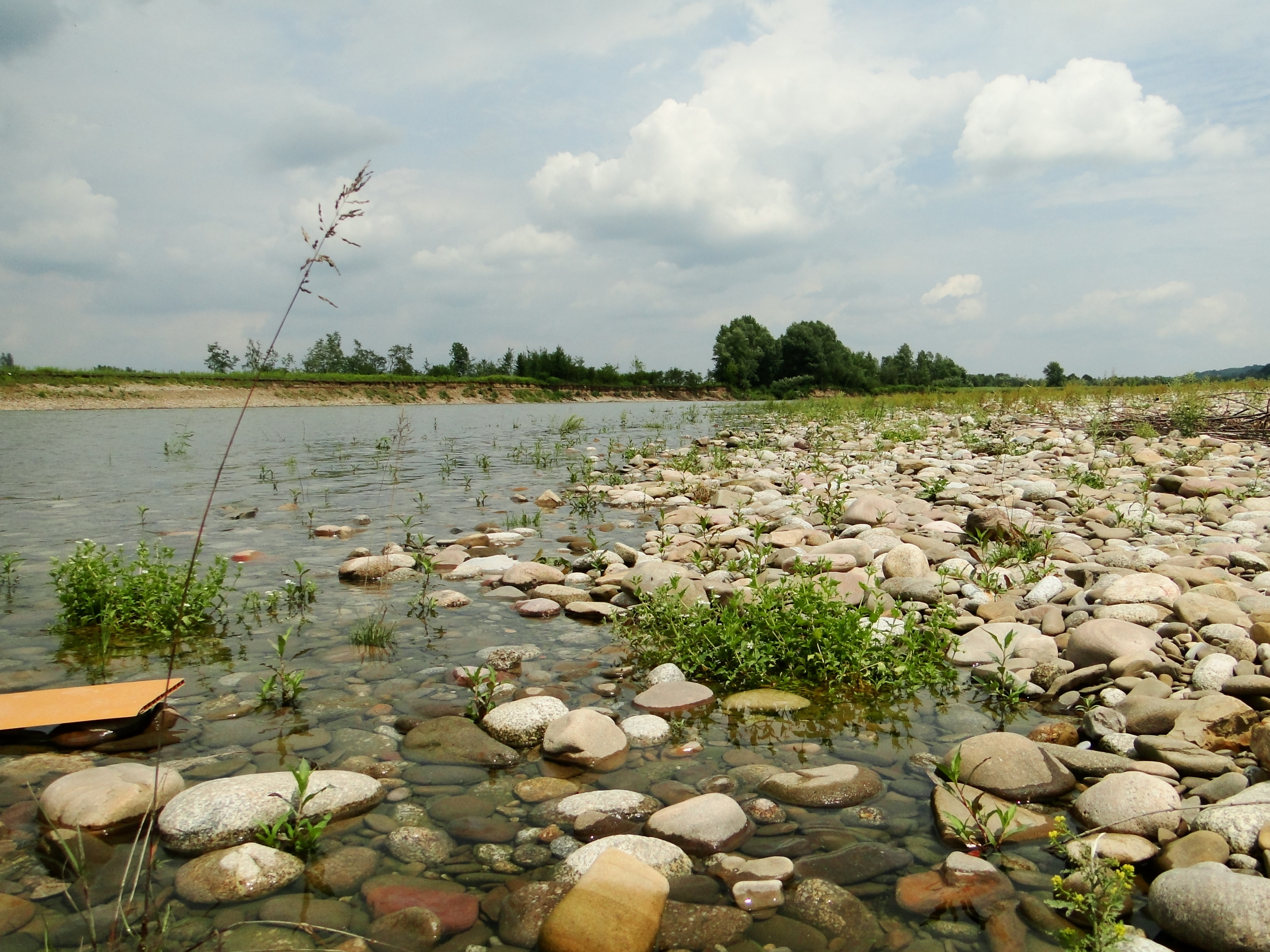
Brzeg Dunajca w Piaskach-Drużków
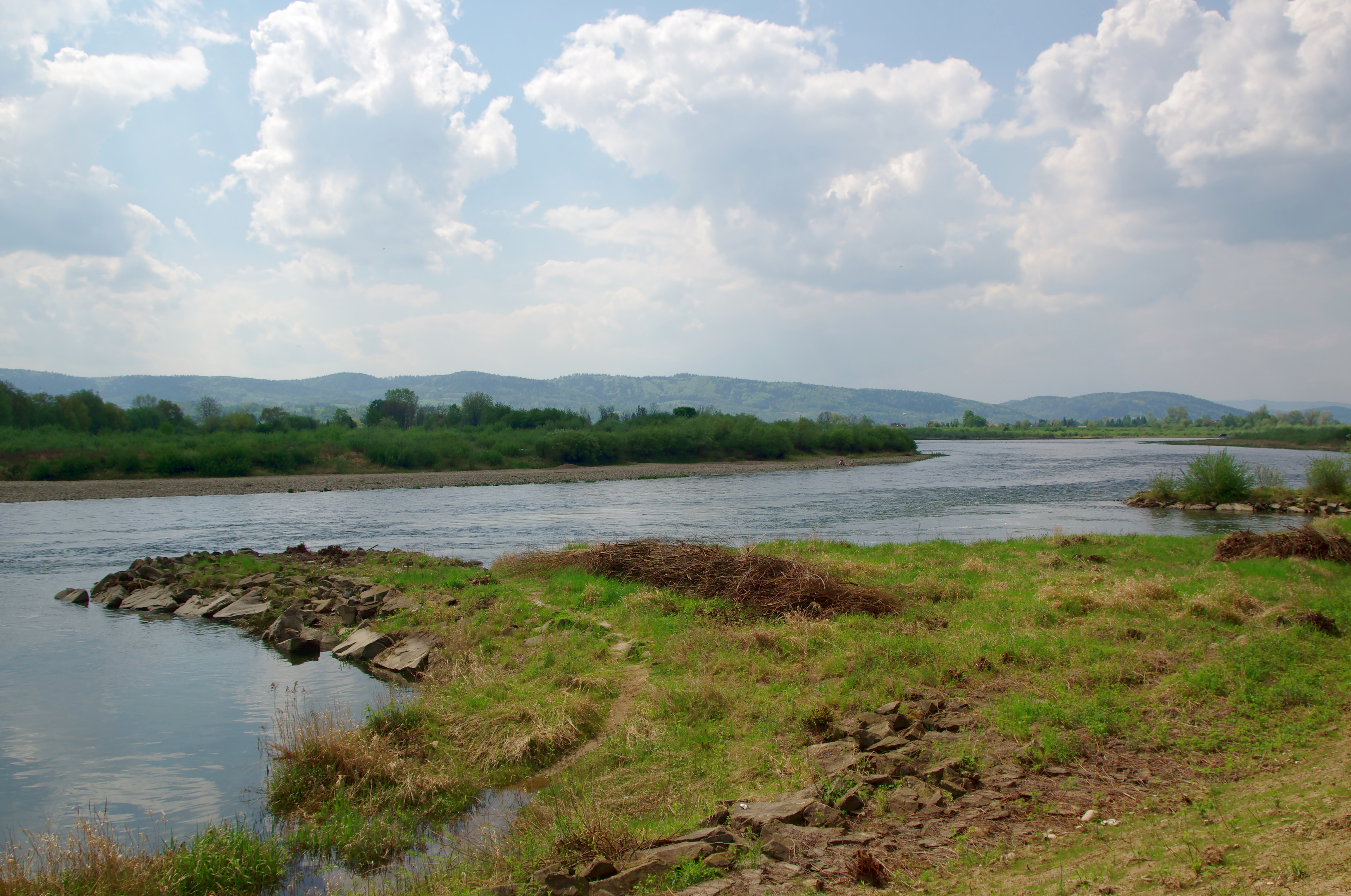
Dunajec pod Melsztynem
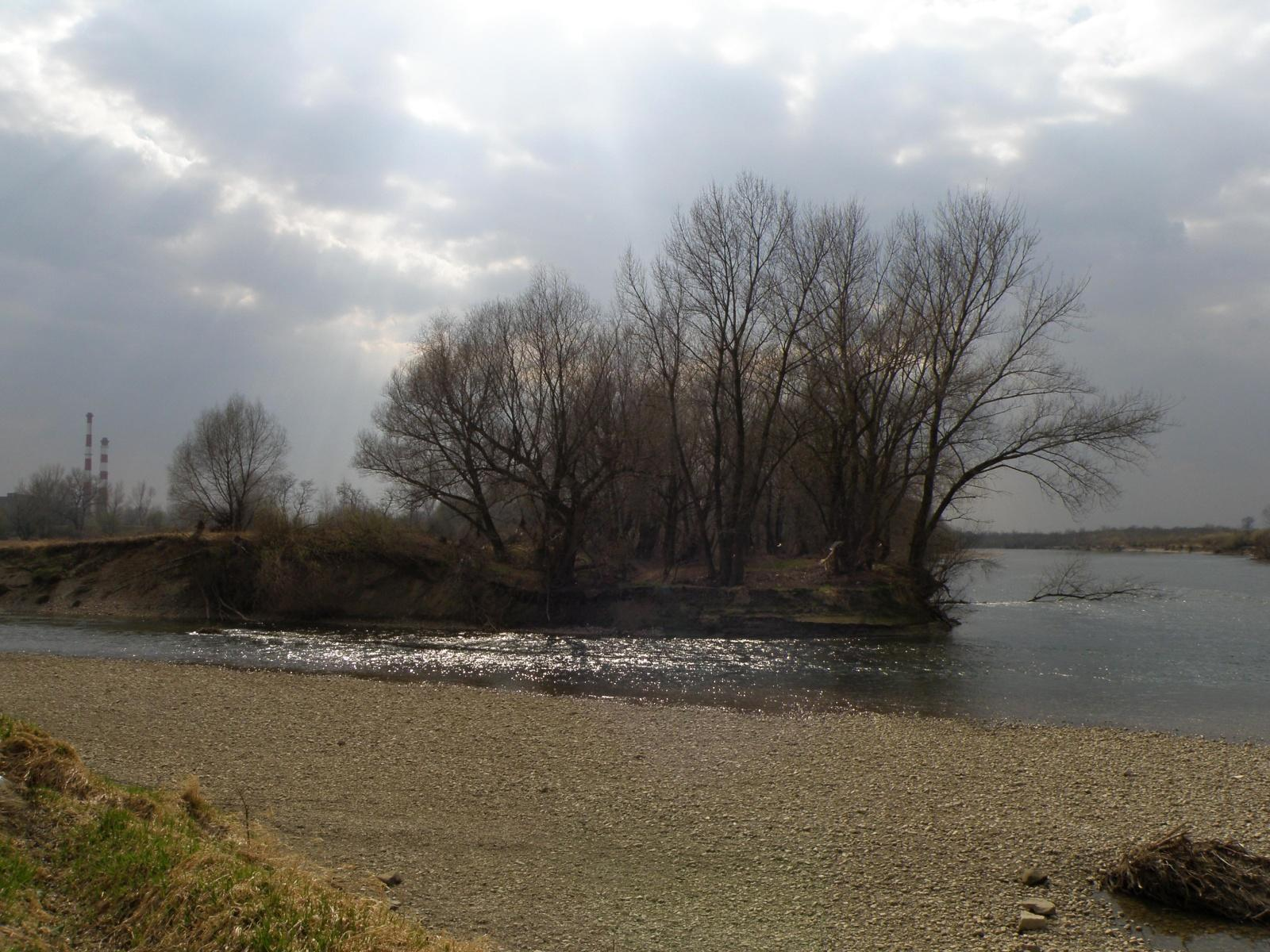
Ujście Białej do Dunajca
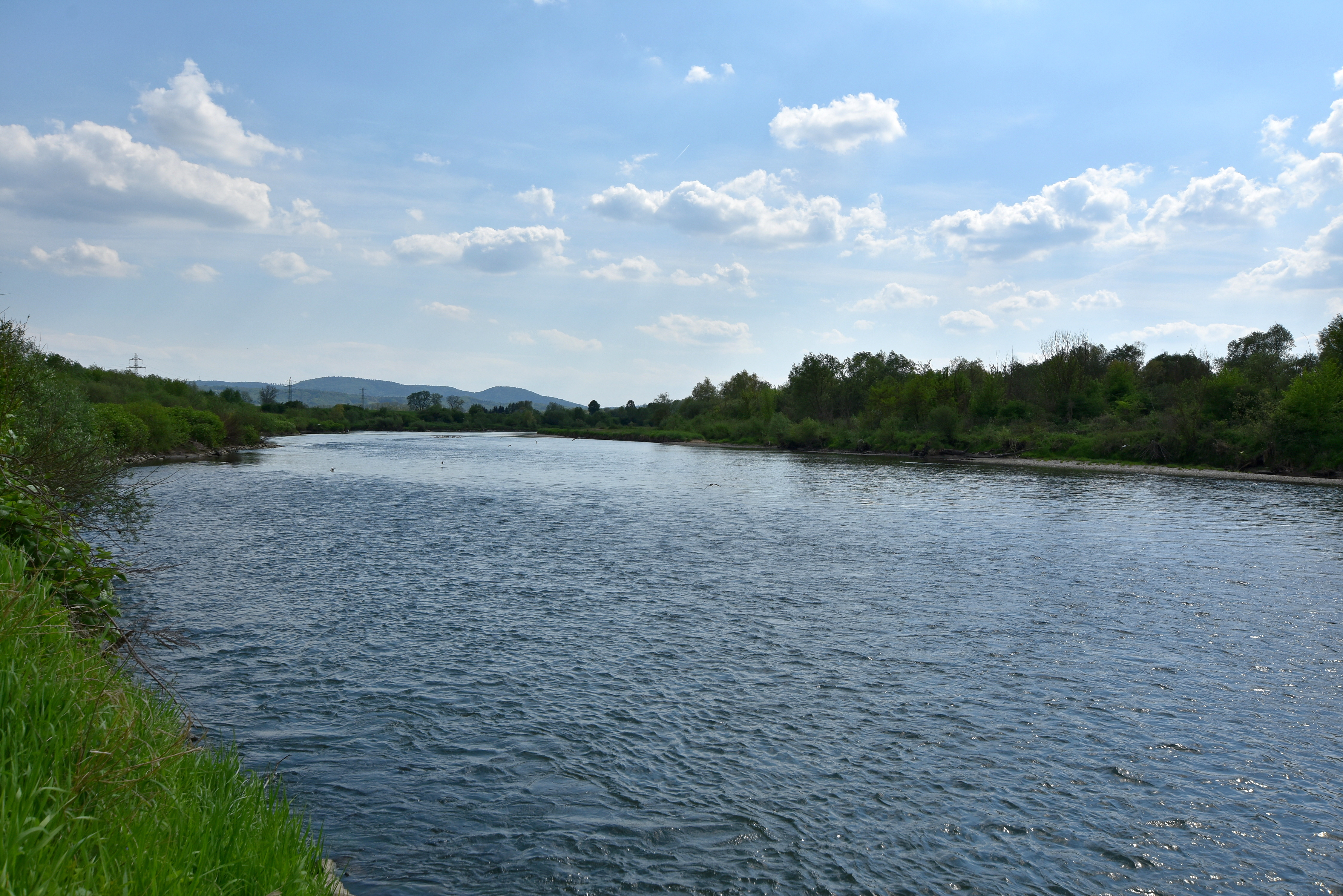
Dunajec w Janowicach
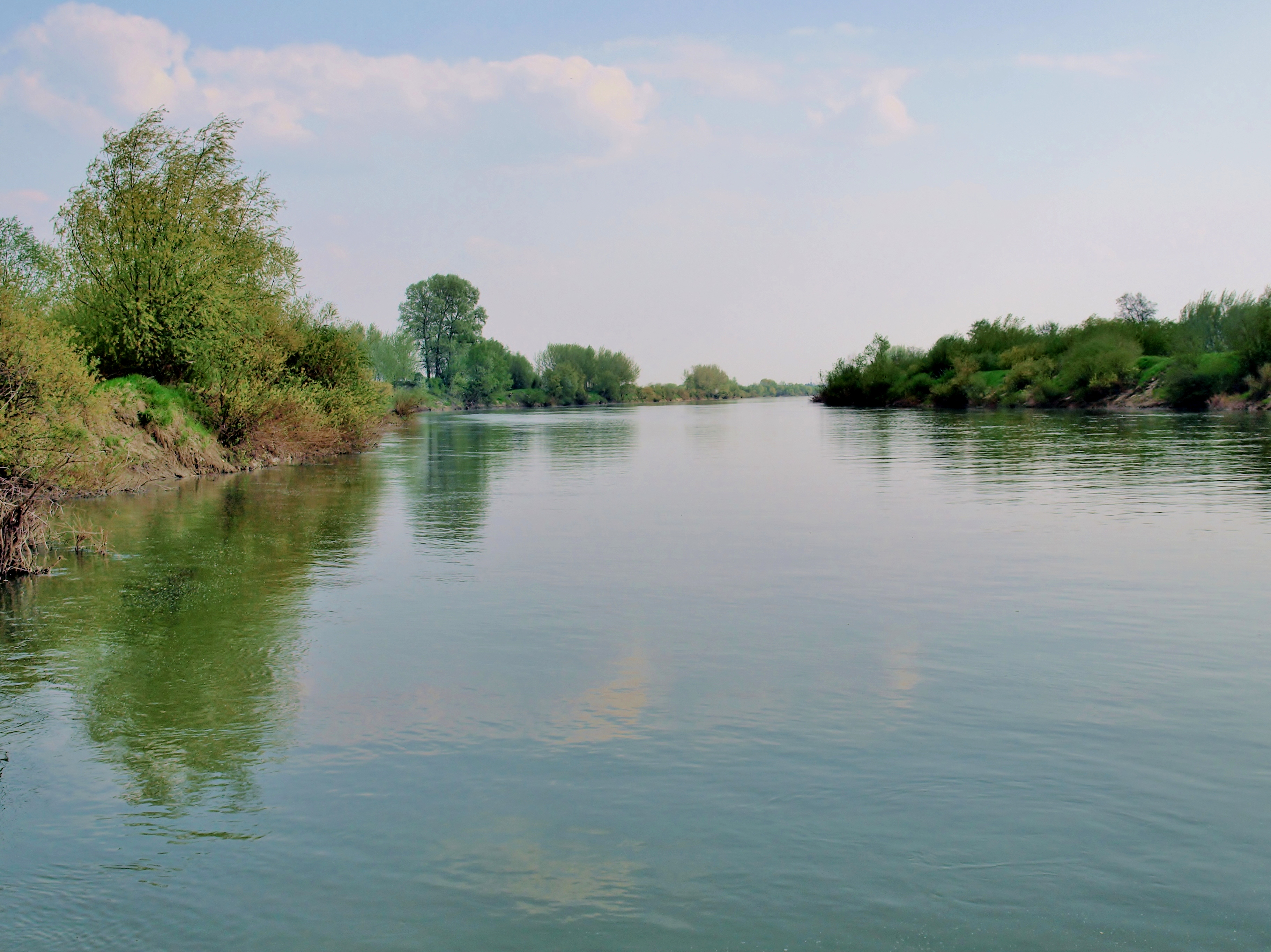
Dunajec w Otfinowie
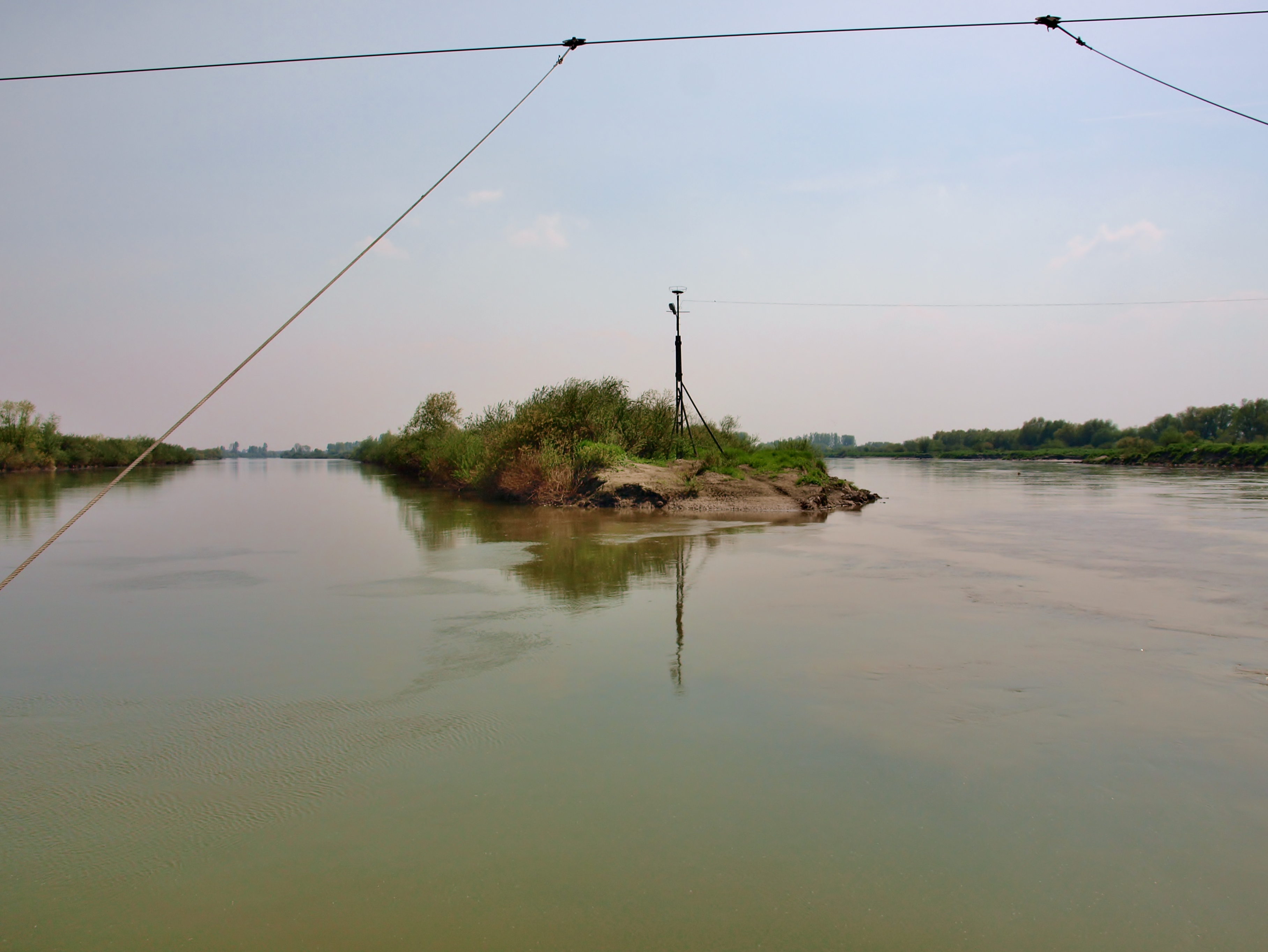
Ujście Dunajca do Wisły